# Higashi-ku (Sakai)
Higashi-ku (東区?) è uno dei sette quartieri amministrativi della città di Sakai, in Giappone.